# Disphragis patricia
Disphragis patricia is een vlinder uit de familie van de tandvlinders (Notodontidae). De wetenschappelijke naam van de soort is, als Heterocampa patricis, voor het eerst geldig gepubliceerd in 1905 door William Schaus.

## Type
- syntypes: "males"
- instituut: USNM Smithsonian Institution, Washington, U.S.A.
- typelocatie: "French Guiana, St. Jean, Maroni River"